# Colletes salicicola
Colletes salicicola är en biart som beskrevs av Cockerell 1897. Colletes salicicola ingår i släktet sidenbin, och familjen korttungebin. Inga underarter finns listade i Catalogue of Life.